# Флейтраверс
Флейтраве́рс (також: флейта-траверсо, flauto traverso) — поперечна флейта, яка стала поширеною в українських і європейських музичних культурах у XVIII столітті. На відміну від прямих (вертикальних) флейт, флейтраверс тримають горизонтально (поперечно) до тіла, і звук у ньому витягується через бічний отвір.

## Походження та назва
Термін «флейтраверс» походить від італійського flauto traverso, що буквально означає «поперечна флейта». У польських джерелах XVIII–XIX століть цей інструмент фігурує також під назвами fletrawers, piszczałka poprzeczna, а згодом — просто як флейта.
У побуті траплялися й інші назви, зокрема «флейтуз» — саме так називав цей інструмент А. Т. Болотов, описуючи домашній ансамбль із флейт та фаготів. У російських джерелах XVIII ст. згадується також термін «фістуля», ймовірно, пов’язаний із духовими інструментами флейтового типу.

## Поширення
Флейтраверс з’явився в українському музичному середовищі в другій половині XVIII століття. Його використовували в церковних та освітніх закладах, аматорських ансамблях і театрах. Відомо, що у 1763 році студент Київської духовної академії Роман Явонський володів флейтраверсом і виконав на ньому кілька інструментальних п’єс. У 1790-х роках флейтраверс був у вжитку серед студентів Харкова, які грали на ньому в театральних постановках. У Києві в 1814 році існувала капела, в якій серед духових інструментів фігурував і флейтраверс. Вже у 1817 році в документах цього оркестру згадується просто флейта, а частину репертуару флейтраверса виконували також на піколо-флейті.
Інструмент був поширений і в Російській імперії. У придворних оркестрах Санкт-Петербурга наприкінці XVIII століття грали флейтраверсисти як у парадній, так і в балній музиці. У газетах того часу зустрічаються оголошення про продаж музикантів-флейтраверсистів, що свідчить про популярність інструмента в побутовому та придворному музикуванні.

## Особливості
Флейтраверс має декілька бічних отворів для зміни висоти тону. Тональність і динаміка звучання залежать від позиції пальців та сили повітря. При повному закритті отворів інструмент дає найнижчий (найгрубший) звук.
Відмінністю флейтраверса є його м’яке звучання, що добре поєднувалося з бароковими та ранньокласичними ансамблями. У репертуарі цього інструмента переважали танцювальні та камерні п’єси, сонати, увертюри, інтермедії.

## Історична роль
Інструмент посідав важливе місце в міській музиці XVIII століття. Його активно використовували в аматорських капелах, домашніх оркестрах, театральних постановках. У контексті української музичної культури флейтраверс був характерний переважно для освіченого середовища (академії, семінарії, шляхетські доми).
З початком XIX століття флейтраверс поступово витісняється модернізованими варіантами флейти — зокрема конструкціями з механікою (Бьома) та пікколо-флейтою.

## Цікаві факти
- У польській сатиричній літературі XVIII ст. флейтраверс фігурував як символ «освіченої Європи» у вигаданій подорожі до країни Nolopia.[1]
- У домашньому музикуванні інструмент вважався м’яким і «монастирським» — саме так його називав Болотов, протиставляючи його бучній публічній музиці.